# Římskokatolická církev na Ukrajině
Římskokatolická církev na Ukrajině je součástí celosvětové Římskokatolické církve. Na Ukrajině představuje římské katolictví menšinové vyznání; podle statistik se k němu hlásí přibližně 1 milión osob, tedy maximálně 2 % obyvatel.

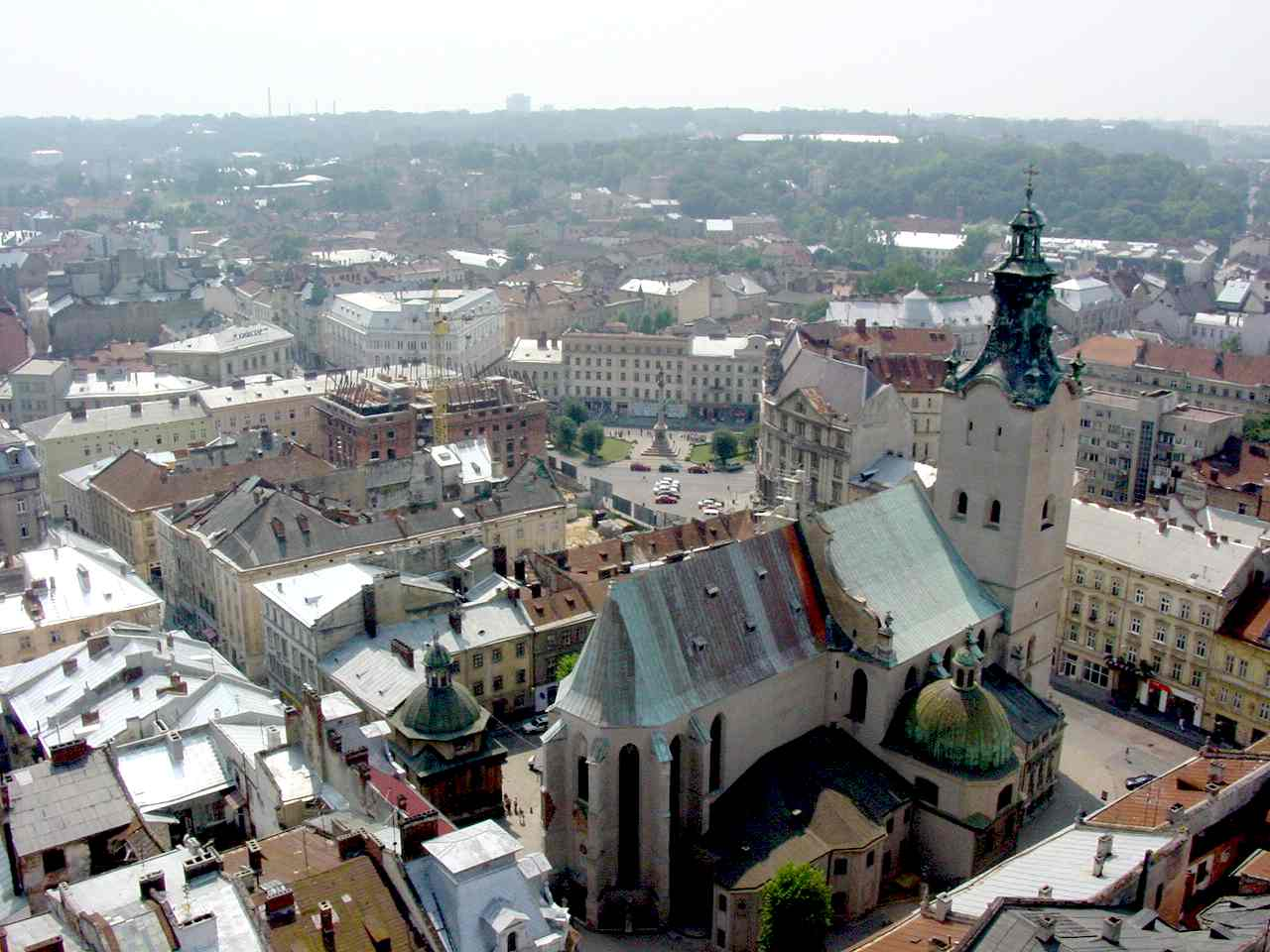
Chrám Nanebevzetí Panny Marie, katedrální kostel arcidiecéze ve Lvově

Římský katolicismus je na Ukrajině tradičně spojován s polským vlivem, proto má silnější zastoupení v západní části země, zejména v Podolí; největší procento římských katolíků má Žytomyrská a Chmelnycká oblast (okolo 10 % obyvatel).
V éře Sovětského svazu byla ukrajinská římskokatolická církev prakticky zlikvidována, v celé zemi fungovalo jen několik kostelů. V roce 1991, kdy Ukrajina vyhlásila nezávislost, obnovil papež Jan Pavel II. církevní hierarchii a jmenoval arcibiskupa do Lvova a biskupy do tradičních diecézí v Kamenci Podolském a Žytomyru a roku 1996 do Lucku. V letech 2001–2002 vznikly další tři diecéze. Hranice diecézí se kryjí s hranicemi ukrajinských oblastí. Všechny diecéze tvoří jednu církevní provincii (Lvovskou).

## Přehled územního členění
Lvovská církevní provincie

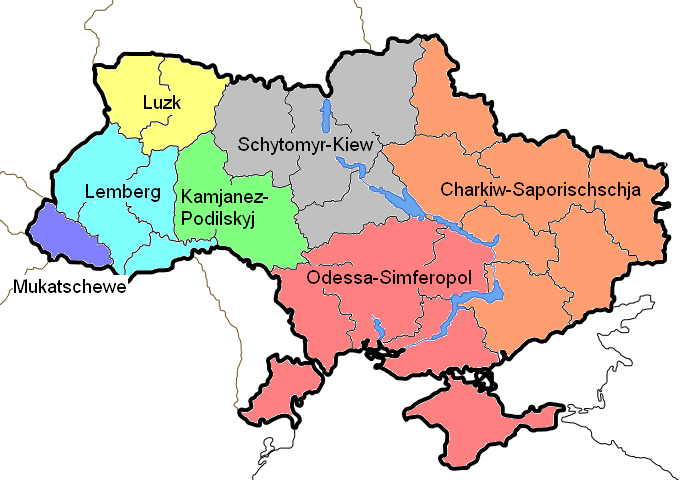
Mapa římskokatolických diecézí na Ukrajině

- Arcidiecéze lvovská (sídlo: Lvov; Lvovská, Ternopilská, Ivanofrankivská a Černovická oblast)
- Diecéze kyjevsko-žytomyrská (Kyjev a Žytomyr; Černihivská, Kyjevská, Čerkaská a Žytomyrská oblast)
- Diecéze podolskokamenecká (Kamenec Podolský; Chmelnycká a Vinnycká oblast)
- Diecéze lucká (Luck; Volyňská a Rovenská oblast)
- Diecéze mukačevská (Mukačevo; Zakarpatská oblast)
- Diecéze charkovsko-záporožská (Charkov a Záporoží; Sumská, Charkovská, Dněpropetrovská, Záporožská, Doněcká a Luhanská oblast)
- Diecéze oděsko-simferopolská (Oděsa a Simferopol; Oděská, Kirovohradská, Mykolajivská, Chersonská oblast a Krym)

## Ukrajinská biskupská konference
Ukrajinská biskupská konference vznikla v roce 1992 a sdružuje všechny římskokatolické biskupy Ukrajiny. Jejím současným předsedou je lvovský arcibiskup Mieczysław Mokrzycki.

### Seznam předsedů Ukrajinské biskupské konference
- 1992 - 2008 : Marian Jaworski
- od 2008: Mieczysław Mokrzycki